# Lebedjan'
Lebedjan' è una città della Russia europea sudoccidentale (oblast' di Lipeck), situata sulle colline del Rialto centrale russo lungo il fiume Don, 75 chilometri a sud del capoluogo: è il centro amministrativo del distretto omonimo.

## Società

### Evoluzione demografica
Fonte: mojgorod.ru
- 1897: 13.300
- 1959: 8.600
- 1970: 12.300
- 1989: 22.900
- 2007: 21.200